# Kevin Anderson (cestista)
Kevin Edward Anderson (Dallas, 21 dicembre 1988) è un ex cestista e allenatore di pallacanestro statunitense.

## Carriera
Ha militato dal 2008 al 2011 negli Spiders della Università di Richmond, venendo nominato miglior giocatore della Atlantic 10 Conference nella stagione 2009-2010.
Ha esordito da professionista nello Strasburgo, con cui ha disputato 30 incontri nella massima serie francese.
Anderson ha fatto ritorno negli Stati Uniti, iniziando la stagione 2012-2013 al training camp dei Cleveland Cavaliers.
Il 22 dicembre 2012 viene ingaggiato fino al termine della stagione dalla Pallacanestro Cantù, ma rescinde poi consensualmente il contratto il 2 aprile 2013, firmando lo stesso giorno per la Società Atletica Basket Massagno.
Nell'estate 2013 firma per l'Īlysiakos, in Grecia.